# Takahiro Shimotaira
Takahiro Shimotaira (下平 隆宏, Shimotaira Takahiro) est un footballeur japonais né le 18 décembre 1971 reconverti entraîneur.